# Demänovský potok
Demänovský potok je potok na horní Oravě, v západní části okresu Námestovo. Jde o pravostranný přítok Juríkova potoka a měří 2,3 km a je tokem V. řádu.

## Pramen
Pramení nejzápadnější části Podbeskydské vrchoviny, pramení pod sedlem Demänová, v blízkosti osady Demänová, v nadmořské výšce přibližně 910 m n. m..

## Popis toku
Teče východním směrem podél zmíněné osady na levém břehu a zprava přibírá přítok pramenící jihovýchodně od kóty 1 026,0 m.. Následně přibírá další tři krátké pravostranné přítoky, nejprve přítok (837,3 m n. m.) z východního svahu Korčule (963,0 m n. m.) a pak dva přítoky pramenící severně od osady Kubínska. Nakonec protéká okrajem osady Tanečník, kde se i vlévá v nadmořské výšce cca 816 m n. m. do Juríkova potoka.